# Хитови 3 (компилация, 2007)
Хитови 3 е единадесетия компилационен албум на Цеца, издаден през 2007 година от PGP-RTS. Този компилационен албум съдържа 17 хита на певицата от периода 1989-1999 г.

## Песни
1. Иди док си млад
2. Кукавица
3. Наговори
4. Маскарада
5. То, Мики
6. Жарила сам жар
7. Лако jе теби
8. Лепотан
9. Дођи
10. Бабарога
11. Ниjе монотониjа
12. Знам
13. Неваљала
14. И богати плачу
15. Ночас куча части
16. Доказ
17. Jа чу прва